# Wilhelmine Enke de Lichtenau
Pour les articles homonymes, voir Enke.
Wilhelmine, Comtesse de Lichtenau, née Wilhelmine Enke (également orthographié Encke) le 29 décembre 1753 à Potsdam et morte le 9 juin 1820 à Berlin, est la maîtresse officielle du roi Frédéric-Guillaume II de Prusse, de 1769 à 1797 qui l'éleva au rang de comtesse. Elle est considérée comme politiquement active et influente auprès de son amant pendant le règne de celui-ci.

## Biographie
Son père, Johann Elias Enke, était un musicien de chambre, au service du roi Frédéric II de Prusse. Wilhelmine a rencontré le prince héritier Frédéric-Guillaume en 1764. Le roi a poussé pour qu'ils maintiennent leur relation, plutôt que de risquer de voir son neveu (Frédéric-Guillaume était l'héritier du trône) entretenir des étrangères et, en 1769, elle devient la maîtresse officielle du prince héritier. Le couple a eu cinq enfants, dont un seul a atteint l'âge adulte :
- Une fille mort-née le 10 août 1770
- Ulrike Sophie von Berckholz (mars 1774 - 5 septembre 1774)
- Christina Sophie Frederica von Lützenberg (25-31 août 1777)
- Le comte Alexander von der Marck (4 janvier 1779 - 1er août 1787), qui sera l'enfant favori du roi, probablement mort empoisonné
- La comtesse Marianne Diderica Frederica Wilhelmine von der Marck (29 février 1780 - 11 juin 1814), épousa d'abord, le 17 mars 1797 le comte Frédéric de Stolberg-Stolberg (dont elle divorce en 1799), puis le 14 mars 1801 le baron Kaspar von Miaskowski (divorcée) et, en troisièmes noces en 1807, Etienne de Thierry. Elle a eu quatre filles de ces trois mariages, l'aînée est la poétesse Louise de Stolberg-Stolberg

En 1782, Frédéric-Guillaume a arrangé son mariage avec le conseiller et chambellan Johann Friedrich Ritz (1755-1809), mais elle continuera d'être sa maîtresse.
Il existe un débat historique qui se demande si elle a monté une alliance avec Johan von Bischoffswerder et Johann Christoph von Wöllner pour garder le monarque sous contrôle. Elle recevra le titre de Comtesse de Lichtenau en 1794, mais ce ne sera rendu public qu'en 1796.
Après la mort de Frédéric-Guillaume en 1797, Wilhelmine sera condamnée à l'exil, ses biens confisqués avant qu'elle n'obtienne une pension de retraite dans les années 1800. De 1802 à 1806, elle s'est mariée à Franz Ignaz Holbein, connu sous le nom de « Fontano », de 26 ans son cadet à Breslau (aujourd'hui Wroclaw). En 1811, Napoléon lui permet de rentrer à Berlin.

## Héritage
Wilhelmine, connue populairement comme « Belle Wilhelmine », est étroitement associée au Palais de Marbre de Potsdam. En tant que maîtresse officielle de Frédéric-Guillaume II, elle a eu une grande influence sur la décoration intérieure du palais. En suivant les plans de Michael Philipp Boumann, une maison de style néoclassique appelé Palais Lichtenau a été érigée pour elle près du Neuer Garten de Potsdam, dans l'actuelle Behlertstrasse.
Au cours de sa vie, elle a fait l'objet de satires, et à la suite de la publication de faux mémoires, elle écrit les siennes. Elle est un personnage principal du roman d'Ernst von Salomon Die schöne Wilhelmine en 1965, adapté en mini-série télévisée en 1984,.